# 르네 알렉산더 아코스타

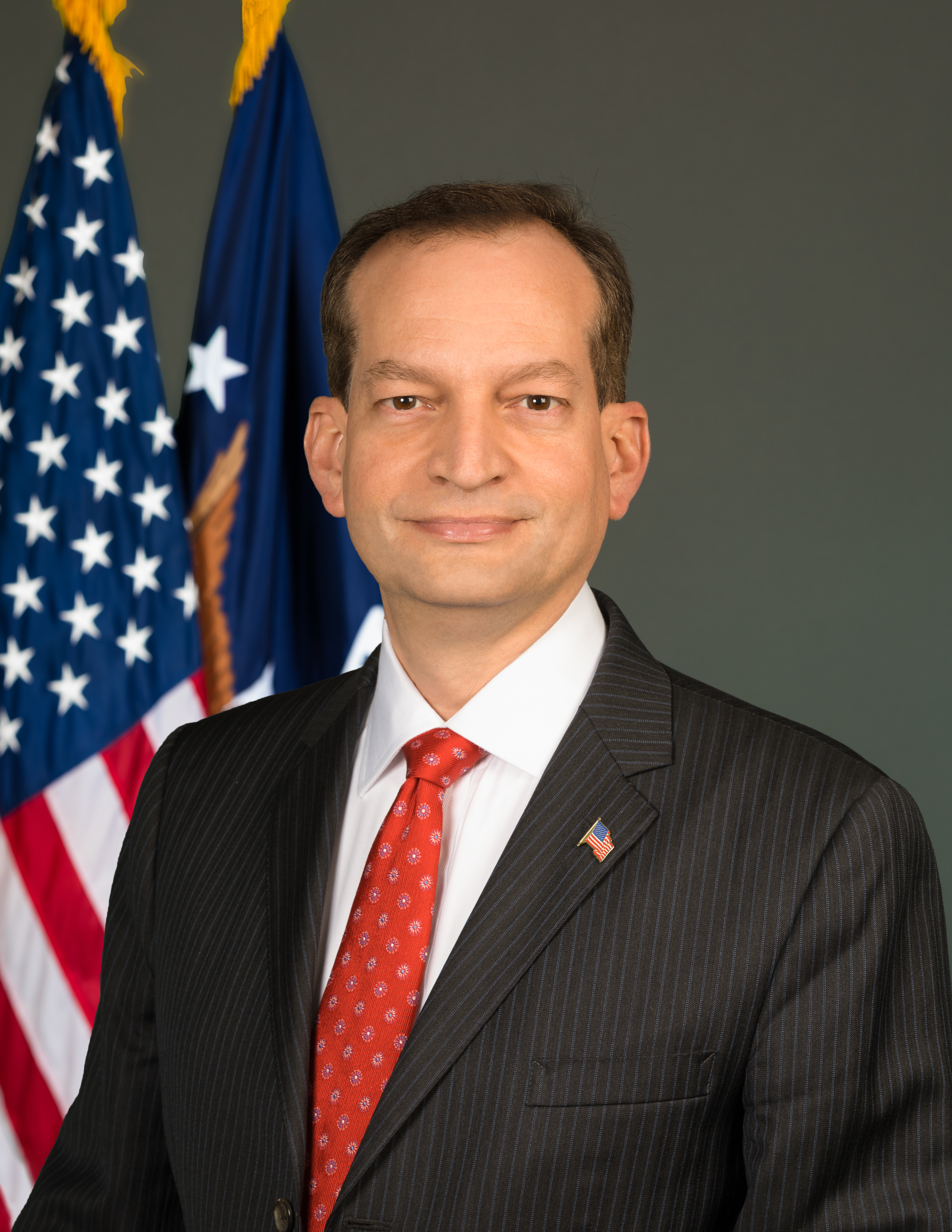
2017년 공식 초상화

르네 알렉산더 아코스타(Rene Alexander Acosta, 1969년 1월 16일 ~ )는 미국 변호사이자 정치인으로, 2017년부터 2019년까지 제27대 미국 노동부 장관을 역임했다. 도널드 트럼프 대통령은 2017년 2월 16일 아코스타를 노동부 장관으로 지명했으며, 2017년 4월 27일 미국 상원에서 확인되었다.
공화당 (미국) 의원인 그는 조지 W. 부시 대통령에 의해 전국노동관계위원회(National Labor Relations Board) 위원으로 임명되었으며, 이후 민권 담당 법무차관과 플로리다 남부 지방 검사를 역임했다. 그는 플로리다 국제 대학교 법과 대학의 전 학장이다. 그는 히스패닉 비즈니스 매거진(Hispanic Business Magazine)이 선정한 '가장 중요한 히스패닉 50인' 목록에 두 번이나 이름을 올렸다.
2007~2008년 미국 변호사로서 아코스타는 연방 비기소 합의에 대한 대가로 아동 인신매매 주범 제프리 엡스타인(Jeffrey Epstein)이 단일 주 청탁 혐의에 대해 유죄를 인정할 수 있도록 허용하는 유죄 인정 거래를 승인했다. 2019년 7월 성매매 혐의로 엡스타인이 체포된 후, 아코스타는 2008년 비기소 협정에서 자신의 역할에 대해 새롭고 더 가혹한 비판과 사임 요구에 직면했다. 그는 7월 19일 사임하고 유진 스칼리아(Eugene Scalia)로 교체되었다.